# 三跪九叩之禮
三跪九叩之禮，亦稱三跪九叩頭或三跪九叩，是清朝時期覲見皇帝或大臣時所行的叩首禮。
叩頭禮本來僅使用於對神佛和直系尊親屬，以示尊敬。到了明朝時期演變為大臣對皇帝的一種禮儀，當時行的是洪武二十六年制定的「五拜三叩之禮」。大明會典定：「凡百官朝見、洪武二十六年定：稽首頓首五拜、乃臣下見君上之禮」。藩屬國的進貢使入京覲見皇帝時，也要行此禮。
清軍入關之後，以三跪九叩之禮取代了明朝的五拜三叩之禮。
三跪九叩之禮的行禮方式為：聽到「跪」的命令時，行禮者跪下，隨著「一叩首」、「再叩首」、「三叩首」的三聲命令，將手放在地面上，三次將額頭叩向地面。聽到「起」或「興」的口令時，行禮者起立。如此發令共計三次，行禮人叩頭共計九次，因此被稱為「三跪九叩之禮」。
辛亥革命之後，三跪九叩之禮被廢除，改為鞠躬。
現在「三跪九叩之禮」僅見於中國傳統喪禮和禮佛上。在喪禮中的「家祭」與「行拜」中才會使用到。三跪九叩之禮在喪禮中僅限死者的晚輩（包含兒子、媳婦（尤其是長媳）、女兒、孫子女（尤其是內孫）、女婿、孫女婿、曾孫子輩等）必須行這「大禮」。行使時，由祭醮人（如道士、法師、僧侶等）發令，然後依序此動作。禮佛則是連續使用，由個人（信徒）自發性使用，無須旁人發號施令。

## 外交
在當時清朝的藩屬國的来使接受宗主國清朝冊封時，也要行三跪九叩之禮。
琉球第二尚氏王朝時期，每當冊封使來到琉球，國王和琉球的官員都要在守禮門迎接冊封使，將該門上面寫有「守禮之邦」的匾額揭幕，並在宮殿裡接詔，行三跪九叩之禮。
1636年（崇德元年）丙子胡亂時，清朝皇太極將朝鮮王朝几乎所有的王室成員挾持為人質，迫使朝鮮仁祖向行三跪九叩之禮，並建立大清皇帝功德碑。
1693年（康熙三十二年）俄國派遣使節赴北京覲見要求通商，由於其使節行三跪九叩禮，清廷於是特准俄國在燕京建俄國使館，每三年可以派200人商隊入京逗留80天。
1793年（乾隆五十八年），英國外交官馬戛爾尼來到清朝，談判通商事宜。清朝官員要求馬戛爾尼在覲見乾隆帝時行三跪九叩之禮，但被其拒絕，因而引起爭執。最終雙方達成協定，馬戛爾尼在覲見皇帝時行英國臣民覲見英王之英式單膝下跪禮，不必叩頭。1873年（同治十二年），日本特命全權大使副島種臣出使清朝，在謁見同治帝時，禮部也要求其行三跪九叩之禮，但被其拒絕，最終同意其在謁見時行立禮。

## 教育
台灣保有三跪九叩之禮的學校如下：
- 國立高雄餐旅大學：新生拜師感恩典禮及畢業生謝師祝望典禮
- 明道大學：畢業典禮謝師禮
- 環球科技大學：餐飲廚藝系拜師儀式
- 吳鳳技術學院：餐旅管理系拜師典禮
- 開平餐飲學校：拜師大典暨畢業成果展
- 苗栗縣私立君毅高級中學：餐飲科感恩拜師禮
- 桃園縣私立育達高級中學：餐飲管理科感恩拜師典禮[1]
- 新北市中和國小：敬師感恩活動